# Michael Lange
Michael Lange (Manchester, 21 april 1983) is een voormalig Amerikaans professioneel wielrenner die in het verleden uitkwam voor onder meer Team Slipstream en Jelly Belly.

## Overwinningen
2003
- 3e etappe Tri-Peaks Challenge Arkansas

2004
- 7e etappe, deel B Tour de la Martinique

2005
- 5e etappe Tour de la Martinique

## Grote rondes
Geen